# الحكمان
الحكمان هي بلدة تتبع إداريا لمحافظة القرى في منطقة الباحة في المملكة العربية السعودية على سفوح جبال الحجاز بامتداد الطريق السياحي الباحة - الطائف.

## الأثار
- حصن الزهوان
- قلعة بني سليم